# Izumisawa Jin
Izumisawa Jin (泉澤仁 Izumisawa Jin, sinh ngày 17 tháng 12 năm 1991) là một cầu thủ bóng đá người Nhật Bản. Anh thi đấu cho Gamba Osaka ở J1 League sau khi thi đấu 3 mùa giải với Omiya Ardija.

## Sự nghiệp
Là một trong những cầu thủ tiềm năng nhất của Kansai, từ tháng 7 đến tháng 12 năm 2013 anh được lựa chọn vào vị trí Cầu thủ chỉ định đặc biệt J. League bởi Omiya Ardija. Sau đó năm 2014 anh nằm trong đội chính của Squirrels.
Sau khi Saitama xuống hạng năm 2014, huấn luyện viên mới Hiroki Shibuya trao cho anh cơ hội thi đấu nhiều hơn. Anh mang áo số 39 vì 3 cộng 9 là 12, thường là con số gắn liền với người hâm mộ.

## Thống kê sự nghiệp
Cập nhật đến ngày 11 tháng 6 năm 2018.
| Thành tích câu lạc bộ | Thành tích câu lạc bộ | Thành tích câu lạc bộ | Giải vô địch | Giải vô địch | Cúp                   | Cúp                   | Cúp Liên đoàn | Cúp Liên đoàn | Châu lục | Châu lục  | Tổng cộng | Tổng cộng |
| Mùa giải              | Câu lạc bộ            | Giải vô địch          | Số trận      | Bàn thắng    | Số trận               | Bàn thắng             | Số trận       | Bàn thắng     | Số trận  | Bàn thắng | Số trận   | Bàn thắng |
| Nhật Bản              | Nhật Bản              | Nhật Bản              | Giải vô địch | Giải vô địch | Cúp Hoàng đế Nhật Bản | Cúp Hoàng đế Nhật Bản | J. League Cup | J. League Cup | Châu Á   | Châu Á    | Tổng cộng | Tổng cộng |
| --------------------- | --------------------- | --------------------- | ------------ | ------------ | --------------------- | --------------------- | ------------- | ------------- | -------- | --------- | --------- | --------- |
| 2014                  | Omiya Ardija          | J1                    | 0            | 0            | 0                     | 0                     | 0             | 0             | -        | -         | 0         | 0         |
| 2014                  | Omiya Ardija          | J1                    | 16           | 0            | 3                     | 0                     | 4             | 0             | -        | -         | 23        | 0         |
| 2015                  | Omiya Ardija          | J2                    | 41           | 7            | 3                     | 2                     | -             | -             | -        | -         | 44        | 9         |
| 2016                  | Omiya Ardija          | J1                    | 30           | 3            | 4                     | 3                     | 7             | 0             | -        | -         | 41        | 6         |
| Tổng                  | Tổng                  | Tổng                  | 87           | 10           | 10                    | 5                     | 11            | 0             | -        | -         | 108       | 15        |
| 2017                  | Gamba Osaka           | J1                    | 21           | 2            | 3                     | 2                     | 4             | 2             | 6        | 0         | 34        | 6         |
| 2018                  | Gamba Osaka           | J1                    | 3            | 0            | 0                     | 0                     | 3             | 0             | -        | -         | 6         | 0         |
| Tổng                  | Tổng                  | Tổng                  | 24           | 2            | 3                     | 2                     | 7             | 2             | 6        | 0         | 40        | 6         |
| Tổng cộng sự nghiệp   | Tổng cộng sự nghiệp   | Tổng cộng sự nghiệp   | 111          | 12           | 13                    | 7                     | 18            | 2             | 6        | 0         | 148       | 21        |

Thành tích đội dự bị
Cập nhật gần đây nhất: 10 tháng 3 năm 2018
| Thành tích câu lạc bộ | Thành tích câu lạc bộ | Thành tích câu lạc bộ | Giải vô địch | Giải vô địch | Tổng cộng | Tổng cộng |
| Mùa giải              | Câu lạc bộ            | Giải vô địch          | Số trận      | Bàn thắng    | Số trận   | Bàn thắng |
| Nhật Bản              | Nhật Bản              | Nhật Bản              | Giải vô địch | Giải vô địch | Tổng cộng | Tổng cộng |
| --------------------- | --------------------- | --------------------- | ------------ | ------------ | --------- | --------- |
| 2018                  | U-23 Gamba Osaka      | J3                    | 7            | 2            | 7         | 2         |
| Tổng cộng sự nghiệp   | Tổng cộng sự nghiệp   | Tổng cộng sự nghiệp   | 7            | 2            | 7         | 2         |